# Coelopisthia pachycera
Coelopisthia pachycera är en stekelart som beskrevs av Masi 1924. Coelopisthia pachycera ingår i släktet Coelopisthia och familjen puppglanssteklar. Arten är reproducerande i Sverige. Inga underarter finns listade i Catalogue of Life.